# Kathryn P. Hire
Kathryn Patricia Hire dit Kay Hire est une astronaute américaine née le 26 août 1959.

## Biographie

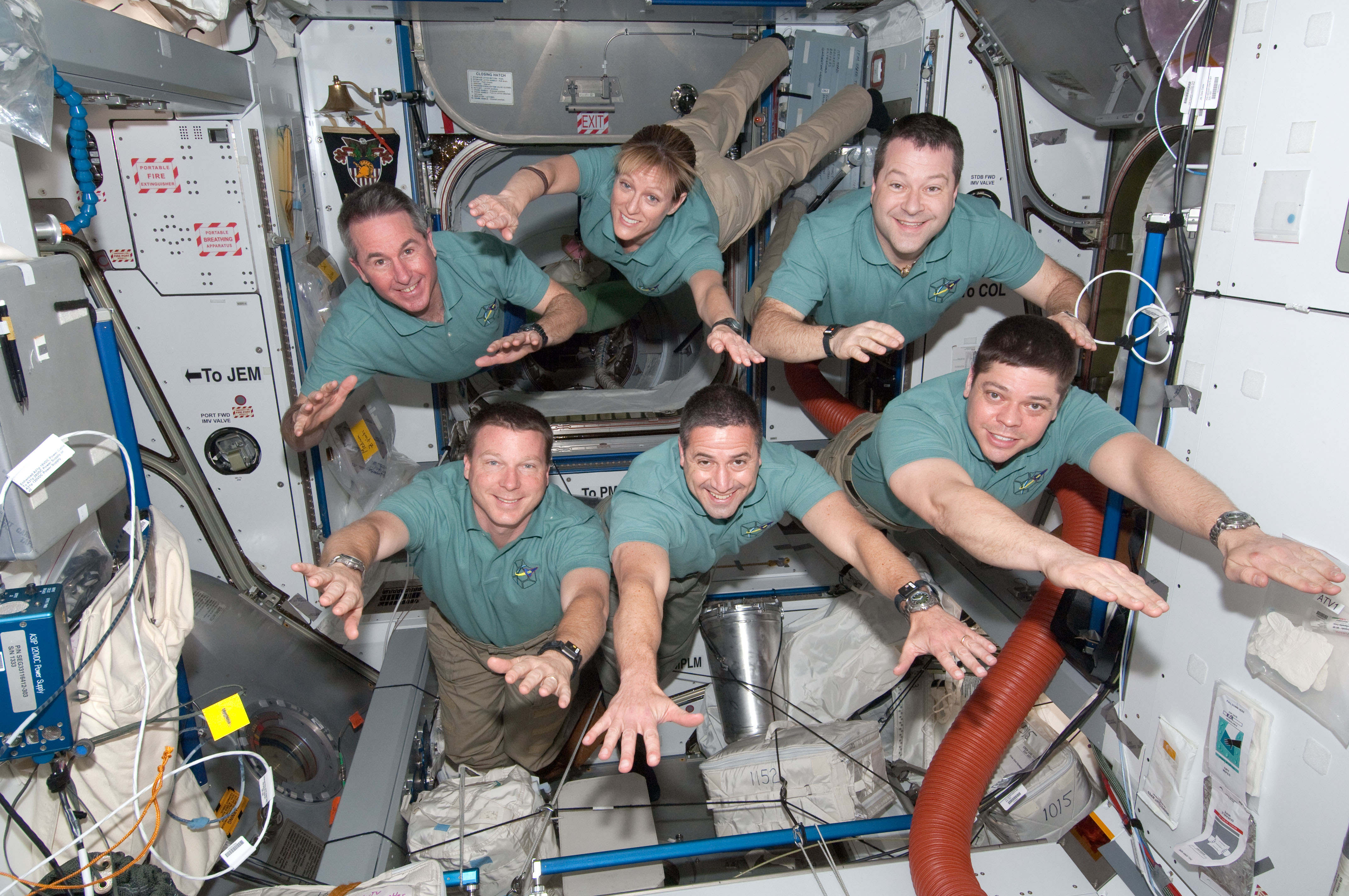
Kathryn en 2010 dans la navette.

Elle a étudié au Murphy High School à Mobile dans l'Alabama et a terminé ses études secondaires en 1977. Elle a obtenu un Baccalauréat ès sciences en génie et en gestion en 1981 et rejoint l'Académie navale d'Annapolis la même année. Elle a obtenu un master de Science en technologie spatiale en Floride en 1991 à l'Institut technologique de Floride.
Elle a obtenu son diplôme à la Navy en octobre 1982, elle a mené ensuite plusieurs missions de recherche océanographique dans le monde entier avec l'escadron de développement océanographique Huit (VXN -8) basé à Naval Air Station Patuxent River dans le Maryland. Elle a volé en tant que coordonnateur de projet océanographique, et comme commandant de la mission et du détachement en charge à bord du RP -3A et l'Lockheed P-3 Orion.
En janvier 1989, elle démissionne de l'armée et rejoint la Réserve navale à Jacksonville, en Floride. Elle a été membre de la patrouille anti-sous-marine. 
Elle est la première femme dans l'armée américaine à être affectée à un équipage de combat, un escadron de soixante-deux (VP- 62) le 13 mai 1993 en tant que navigateur dans un P -3C Orion III pour des patrouilles maritimes. Les opérations aériennes se situait dans tout l'Atlantique Nord, en Europe et dans les Caraïbes.
Elle a été recrutée par la NASA au Centre spatial Kennedy en mai 1989, d'abord comme ingénieur pour la construction des modules spatiaux. En 1991, elle devient ingénieur de la navette spatiale et a le projet de la mobilité extravéhiculaires (spatiales) et des systèmes d'amarrage avec l'orbiteur russe. Elle a été affectée en tant que superviseur de la navette spatiale Orbiter en 1994.
Elle est sélectionnée par la NASA comme astronaute en décembre 1994. Après une année de formation, elle a travaillé dans le contrôle de mission en tant que communicateur de l'engin spatial (CAPCOM). Elle a volé comme spécialiste de mission STS -2 -90 Neurolab (1998) et a enregistré plus de 381 heures dans l'espace.
Elle a servi comme chef du bureau des astronautes pour Shuttle Avionics Integration Laboratory (SAIL). Elle a ensuite voyagé vers la Station spatiale internationale en tant que spécialiste de mission pour la mission spatiale STS- 130.

## Vols réalisés
Elle effectue son premier vol le 17 avril 1998, à bord de la mission Columbia STS-90, en tant que spécialiste de charge utile. Elle réalise un second vol le 8 février 2010, à bord de la navette spatiale Endeavour, mission STS-130.